# Bob vid olympiska vinterspelen 1924
Vid olympiska vinterspelen 1924 utövades endast en disciplin av bob; fyra-mans. Tävlingen genomfördes lördagen den 2 februari och söndagen den 3 februari

## Medaljörer
| Spel              | Guld                                                                   | Silver                                                                       | Brons                                                                                     |
| Herrar, fyramanna | Schweiz Eduard Scherrer Alfred Neveu Alfred Schläppi Heinrich Schläppi | Storbritannien Ralph Broome Terence Arnold Alexander Richardson Rodney Soher | Belgien Charles Mulder René Mortiaux Paul van den Broeck Victor Verschueren Henri Willems |

## Medaljtabell
| Pl.    | Nation         | Guld | Silver | Brons | Totalt |
| ------ | -------------- | ---- | ------ | ----- | ------ |
| 1      | Schweiz        | 1    | 0      | 0     | 1      |
| 2      | Storbritannien | 0    | 1      | 0     | 1      |
| 3      | Belgien        | 0    | 0      | 1     | 1      |
|        |                |      |        |       |        |
| Totalt | Totalt         | 1    | 1      | 1     | 3      |

## Deltagande nationer
- Belgien (5)
- Frankrike (8)
- Storbritannien (8)
- Italien (10)
- Schweiz (8)

## Resultat
| Placering | Lag               | Bob | Åk 1    | Åk 2    | Åk 3    | Åk 4    | Totalt  |
| --------- | ----------------- | --- | ------- | ------- | ------- | ------- | ------- |
| 1         | Schweiz I         | Eduard Scherrer, Alfred Neveu, Alfred Schläppi, och Heinrich Schläppi                                     | 1:27.39 | 1:26.60 | 1:25.02 | 1:26.53 | 5:45.54 |
| 2         | Storbritannien II | Ralph Broome, Terence Arnold, Alexander Richardson, och Rodney Soher                                      | 1:28.73 | 1:28.67 | 1:25.76 | 1:25.67 | 5:48.83 |
| 3         | Belgien I         | Charles Mulder, René Mortiaux, Paul van den Broeck, Victor Verschueren, och Henri Willems                 | 1:29.89 | 1:34.22 | 1:29.98 | 1:28.20 | 6:02.29 |
| 4         | Frankrike II      | Antony Berg, Henri Aldebert, Georges André, och Jean de Suarez d'Aulan                                    | 1:39.35 | 1:34.99 | 1:36.68 | 1:31.93 | 6:22.95 |
| 5         | Storbritannien I  | William Horton, Archibald Crabbe, Gerard Fairlie, och George Pim                                          | 1:42.33 | 1:41.28 | 1:38.58 | 1:38.52 | 6:40.71 |
| 6         | Italien I         | Lodovico Obexer, Massimo Fink, Paolo Herbert, Giuseppe Steiner, och Alois Trenker                         | 1:53.00 | 1:49.69 | 1:48.73 | 1:43.99 | 7:15.41 |
| –         | Frankrike I       | Émile Legrand, Gabriel Izard, Jacques Jany, och Fernand Legrand                                           | 4:29.01 | –       | 2:00.79 | 1:56.58 | –       |
| –         | Italien II        | Luigi Tornielli di Borgolavezzaro, Adolfo Bocchi, Leonardo Bonzi, Alfredo Spasciani, och Alberto Visconti | 4:08.44 | –       | –       | –       | –       |
| –         | Schweiz II        | Charles Stoffel, Alois Faigle, Anton Guldener, och Edmond Laroche                                         | 5:38.00 | –       | –       | –       | –       |